# Les Boucles du Sud Ardèche - Souvenir F. Delpech 2011
De Franse eendaagse wielerkoers Les Boucles du Sud Ardèche - Souvenir F. Delpech 2011 werd gereden op 27 februari en maakte deel uit van de UCI Europe Tour 2011. De wedstrijd ging over 199 kilometer en werd gewonnen door Arthur Vichot.

## Uitslag
| Les Boucles du Sud Ardèche - Souvenir F. Delpech 2011 |                    |                    |          |
| Plaats                                                | Naam               | Ploeg              | tijd     |
| Winnaar                                               | Arthur Vichot      | Française des Jeux | 5u25'12" |
| 2                                                     | Thierry Hupond     | Skil-Shimano       | z.t.     |
| 3                                                     | Cyril Gautier      | Team Europcar      | z.t.     |
| 4                                                     | Laurent Mangel     | Saur-Sojasun       | z.t.     |
| 5                                                     | Romain Hardy       | Bretagne-Schuller  | z.t      |
| 6                                                     | Fabian Wegmann     | Team Leopard-Trek  | z.t.     |
| 7                                                     | Pierre Rolland     | Team Europcar      | z.t.     |
| 8                                                     | Yohan Cauquil      | La Pomme Marseille | z.t.     |
| 9                                                     | Fabrice Jeandesboz | Saur-Sojasun       | z.t.     |
| 10                                                    | Pierrick Fédrigo   | Française des Jeux | z.t.     |

2001 · 
2002 · 
2003 · 
2004 · 
2005 · 
2006 · 
2007 · 
2008 · 
2009 · 
2010 · 
2011 · 
2012 · 
2013 · 
2014 · 
2015 · 
2016 · 
2017 · 
2018 · 
2019 · 
2020 ·
2021 ·
2022 · 
2023 · 2024 · 2025